# FC Bayern München (Basketball)
Der FC Bayern München Basketball ist die Basketballabteilung des Sportvereins FC Bayern München aus der bayerischen Landeshauptstadt München. Sie wurde 1946 gegründet.
In den ersten Jahrzehnten ihres Bestehens konnte die Männermannschaft mehrere Erfolge auf nationaler Ebene erzielen. Unter anderem gewann man 1954 und 1955 die deutsche Meisterschaft und 1968 den DBB-Pokal. Anschließend spielten die Männer jedoch für lange Zeit nur noch in unterklassigen Ligen. Seit der Saison 2011/12 ist man wieder in der Basketball-Bundesliga (BBL) vertreten. 59 Jahre nach der letzten deutschen Meisterschaft gewann die Männermannschaft 2014 die dritte Meisterschaft. Daneben führt die Basketballabteilung mehrere Nachwuchsmannschaften in den höchsten Spielklassen der jeweiligen Altersstufen, darunter die U19 in der Nachwuchs-Basketball-Bundesliga (NBBL) und die U16 in der Jugend-Basketball-Bundesliga (JBBL).
Zum 1. Oktober 2014 wurde die Abteilung in die FC Bayern München Basketball GmbH ausgegliedert, deren einziger Gesellschafter der Verein ist. Die Gesellschaft wird von Geschäftsführer Marko Pešić geführt.

## Geschichte

### 1945–1974: Erste Erfolge
Die im Jahre 1946 gegründete Abteilung konnte insbesondere in den 1950er und 60er Jahren große Erfolge im Herren-Bereich feiern und lief dabei dem lokalen Konkurrenten und ersten Nachkriegsmeister MTSV Schwabing den Rang ab. Zu diesen Erfolgen zählen vor allem der Gewinn der Basketballmeisterschaft in den Jahren 1954 und 1955 und ein gutes Jahrzehnt später auch der Pokalsieg 1968. Danach dümpelte die Mannschaft vor sich hin und wurde sogar vom lokalen Konkurrenten USC München überrundet, der bis 1977 erstklassig und bis 1989 zweitklassig spielte. 1974 stiegen die Bayern-Basketballer schließlich aus der ersten Liga ab.

### 1974–2006: Zwischen erster und dritter Liga
Bei Gründung der zweigleisigen 2. Basketball-Bundesliga 1975 war man zunächst noch nicht einmal für die Gruppe Süd qualifiziert.
Klaus Schulz, historisch der erste Basketball-Star des FC Bayern und seinerzeit Abteilungsleiter der damals drittklassigen Basketballer des Vereins, erhielt von Präsident Willi O. Hoffmann den Auftrag die Mannschaft in die erste Liga zu bringen.
1982 gelang der Aufstieg in die zweite Liga, dem fünf Jahre später die Rückkehr auf die höchste nationale Ebene folgte. Präsident Fritz Scherer und Manager Uli Hoeneß beendeten die Förderung des Basketball beim FC Bayern und der Verein war finanziell und damit sportlich nicht mehr konkurrenzfähig. In der zweiten Saison folgte 1989 der erneute Abstieg in die zweite Liga. 1993 musste man diese nach Abstieg in die Regionalliga erneut verlassen. In der Saison 1995/96 war man erneut für ein Jahr zweitklassig, gleiches wiederholte sich in der Saison 1999/2000 sowie in der Saison 2004/05. Trotzdem gehört man mit elf Spielzeiten zu den beständigsten Vereinen der 2. Basketball-Bundesliga Gruppe Süd, die 2007 durch Gründung von ProA und ProB abgelöst wurde. Nach dem Abstieg 2005 belegte die Mannschaft zwar in der Regionalliga Süd-Ost mit nur einer Niederlage den ersten Tabellenplatz, konnte aber aufgrund mangelnder Unterstützung aus dem Hauptverein einen erneuten Aufstieg nicht umsetzen.

### 2006–2011: Der Weg zurück in die Bundesliga
Die männliche U-19-Mannschaft war bereits seit der Saison 2006/07 wieder auf höchster nationaler Spielebene in der neu geschaffenen Nachwuchs-Basketball-Bundesliga vertreten und qualifizierte sich in der darauffolgenden Saison für die Play-offs um den Meistertitel der Junioren. Die Herrenmannschaft konnte die Saison 2007/08 erneut auf dem ersten Tabellenplatz in der Regionalliga abschließen, der nach Einführung der ProB nunmehr vierthöchsten Spielklasse. Aufgrund einer Übertragung der Lizenz der Düsseldorf Magics nahm das Team in der Saison 2008/09 am Spielbetrieb der zweitklassigen ProA teil und übersprang somit eine Spielklasse. Bei einer vereinsinternen Befragung im Frühjahr 2010 sprachen sich rund 75 % der 23 000 teilnehmenden Mitglieder dafür aus, die Basketballabteilung stärker zu unterstützen und die erste Mannschaft zurück in die Bundesliga zu führen. In FCB-Präsident Hoeneß besaßen die Bayern-Basketballer einen mächtigen Fürsprecher, bei dem sich Vizepräsident Bernd Rauch jahrelang dafür einsetzte, die Basketballer wieder stärker zu fördern. Zur Erreichung dieser Ziele verpflichtete man zur Saison 2010/11 Dirk Bauermann, der zusätzlich zu seinem Amt als Bundestrainer neuer Trainer der Profimannschaft wurde. Mit einer rundum erneuerten Mannschaft, die unter anderem mit den damaligen Nationalspielern Steffen Hamann und Demond Greene verstärkt wurde, erreichte man bereits im März 2011 – sieben Spieltage vor Saisonende – den Aufstieg in die Basketball-Bundesliga. Auf dem Weg zum Aufstieg hatten die Bayern im Februar 2011 den Konkurrenten Würzburg vor 12 200 Menschen in der Olympiahalle bezwungen und mit damit eine neue Zuschauerbestmarke für die 2. Basketball-Bundesliga aufgestellt.

### 2011–2016: Etablierung in der Bundesliga, Europa und dritte Meisterschaft

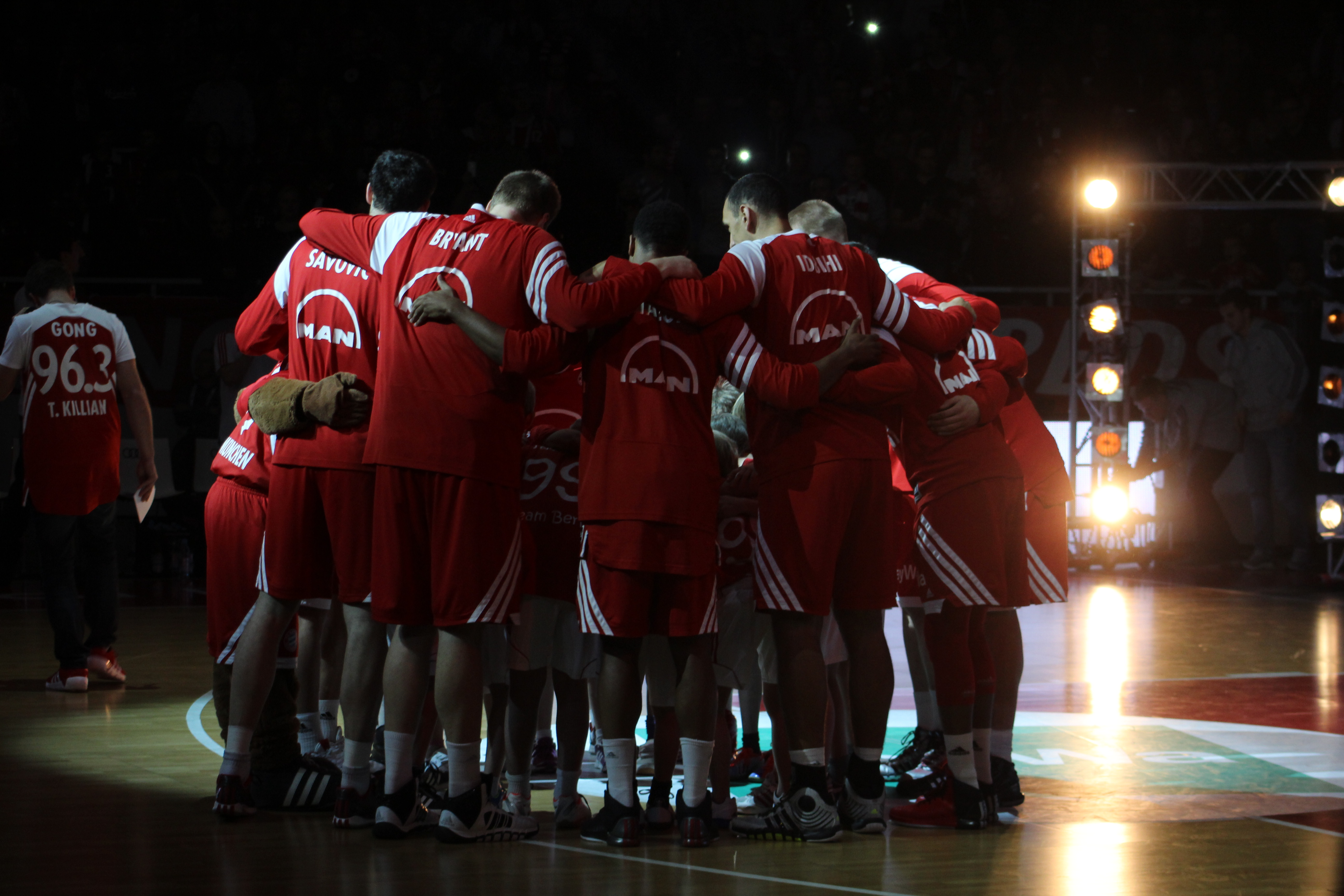
Mannschaft des FC Bayern München vor dem Spiel gegen Braunschweig 2013/2014 im Audi Dome

Seine erste BBL-Saison seit 1989 beendete der FC Bayern München auf dem fünften Tabellenplatz, der zur Teilnahme an den Playoffs berechtigte, wo die Mannschaft jedoch bereits im Viertelfinale an den Artland Dragons scheiterte. Aufgrund einer vom europäischen Kontinentalverband ULEB erhaltenen Wildcard traten Bayern-Korbjäger in der Spielzeit 2011/12 zudem im ULEB Eurocup an. Aufgrund ihres Namens und Einflusses in der deutschen Sportlandschaft sowie ihrer Wirtschaftskraft (der Mannschaftshaushalt betrug als Aufsteiger rund neun Millionen Euro) gehörten die Bayern innerhalb kürzester Zeit nach ihrer Bundesliga-Rückkehr zu den Schwergewichten der Liga, Präsident Hoeneß schätzte die Bedeutung des FCB für die Basketball-Bundesliga derart ein, in dem er äußerte, die anderen Klubs könnten „eine Kerze aufstellen, dass es den FC Bayern gibt“.
Im Vorfeld der zweiten Bundesliga-Saison nach der Rückkehr, gab Präsident Hoeneß das Ziel aus, „um die Meisterschaft mitspielen“ zu wollen. Kurz vor Beginn der Saison 2012/13 trennte sich der Verein von Trainer Bauermann. Als Grund wurden seitens des Vereins „unterschiedliche Auffassungen über die Führung und Weiterentwicklung der Mannschaft“ angegeben. Sein Nachfolger wurde zunächst der bisherige Assistent Yannis Christopoulos, ehe am 27. November Svetislav Pešić das Amt übernahm. Unter Pešić zog die Mannschaft ins Endturnier des BBL-Pokals 2013 ein, musste sich jedoch in der Halbfinalpartie dem späteren Pokalsieger Alba Berlin geschlagen geben. Die Hauptrunde der Bundesliga-Saison 2012/13 schlossen die Bayern-Basketballer auf dem vierten Rang ab, wodurch es im Playoff-Viertelfinale zu einem erneuten Aufeinandertreffen mit Alba Berlin kam. Dieses Mal konnte sich das Pešić-Team mit einem 3:0-Sweep gegen den Hauptstadtklub durchsetzen. Im Halbfinale lieferte sich der FC Bayern München eine spannende Serie mit dem Titelverteidiger und späteren Meister Brose Baskets, die schließlich knapp mit 2:3-Siegen verloren ging.
Für die Spielzeit 2013/14 erhielt der Verein von der ULEB erneut eine Wildcard, die nun zur Teilnahme am bedeutendsten europäischen Vereinswettbewerb, der EuroLeague, berechtigte. Nach Siegen über Stelmet Zielona Góra, Montepaschi Siena, Unicaja Málaga und Galatasaray Liv Hospital Istanbul in der Vorrunde zogen die Bayern-Basketballer erstmals in der Vereinsgeschichte in die Zwischenrunde der besten 16 Mannschaften ein. Mit insgesamt fünf Siegen, darunter einem prestigeträchtigen 85:83-Heimsieg gegen den Vorjahresfinalisten und späteren Finalteilnehmer Real Madrid, schied man dort zwar als Gruppensechster aus, stellte jedoch einen neuen Siegesrekord für eine deutsche Basketballmannschaft auf. Wie im Vorjahr nahm der FC Bayern München am BBL Top Four 2014 teil und scheiterte wiederum im Halbfinale an Ratiopharm Ulm. Die Hauptrunde der Bundesliga-Saison 2013/14 beendete die Pešić-Mannschaft auf dem ersten Tabellenplatz und zog damit erneut in die Playoffs ein. Nachdem sich die Mannschaft im Viertelfinale gegen die MHP Riesen Ludwigsburg und im Halbfinale gegen die EWE Baskets Oldenburg durchgesetzt hatte, traf sie in der Finalserie abermals auf Alba Berlin. Gegen den amtierenden Pokalsieger konnten sich die Bayern-Basketballer in der Best-of-Five-Finalserie nach vier Spielen durchsetzen und feierten somit – 59 Jahre nach dem letzten Titelgewinn – die dritte Meisterschaft der Vereinsgeschichte.

### 2016–2021: Trainerwechsel als Tabellenführer und zweimal Meister
Im Sommer 2016 übernahm Aleksandar Đorđević (gleichzeitig Nationaltrainer Serbiens) das Traineramt als Nachfolger von Svetislav Pešić, nachdem dieser zuvor aus gesundheitlichen Gründen zurückgetreten war.
Im Februar 2018 führte Đorđević die Mannschaft durch einen 80:75-Endspielerfolg über Berlin zum Sieg im deutschen Pokalwettbewerb. Ende März 2018 gaben die Bayern die Trennung von Trainer Aleksandar Đorđević bekannt, da man der laut Geschäftsführer Marko Pešić „hoch veranlagten“ Mannschaft, die in der Bundesliga auf dem ersten Tabellenplatz stand, „einen neuen Impuls und Führungsansatz“ geben wollte. Präsident Uli Hoeneß hatte zuvor geäußert, man erlebe „die beste Saison der Geschichte“ der FCB-Basketballer. Pešić gab zudem „mangelnde Kommunikation“ als Grund für die Trainerentlassung an. Đorđević erhob anschließend schwere Vorwürfe gegen einige der Klubverantwortlichen, denen er Neid vorwarf. Er habe „persönliche Distanz und Negativität“ wahrgenommen, die Entlassung schätzte er als „ungerechte Maßnahme“ ein.
Im April 2018 wurde Dejan Radonjić als neuer Trainer eingestellt. Er führte die Mannschaft kurz darauf zum Gewinn des deutschen Meistertitels. 2018 erhielt der Verein die Einladung zur Teilnahme an der EuroLeague. In der Saison 2018/19 wurde der FCB unter Radonjić wieder deutscher Meister. Anfang Januar 2020 trennten sich die Bayern von Trainer Dejan Radonjić, obwohl sie zu dem Zeitpunkt in der Bundesliga ungeschlagener Tabellenführer waren. In der EuroLeague war die Saisonausbeute mit sechs Siegen aus 17 Spielen bis dahin allerdings schwach. Laut Geschäftsführer Marko Pešić benötigte die Mannschaft einen „neuen Impuls und Ansatz“. Co-Trainer Oliver Kostić übernahm das Traineramt. Zum Zeitpunkt der Unterbrechung der Saison 2019/20 aufgrund der Ausbreitung des Coronavirus SARS-CoV-2 lag der FCB mit 19 Siegen und zwei Niederlagen an der Spitze der Bundesliga. Beim Saisonschlussturnier der Bundesliga, das nach der Unterbrechung zur Ermittlung des deutschen Meisters durchgeführt wurde, schieden die Bayern im Viertelfinale gegen Ludwigsburg aus. Neuer Cheftrainer wurde im Juli 2020 der Italiener Andrea Trinchieri. An die Verpflichtung des als perfektionistisch geltenden Italieners wurde seitens der Verantwortlichen die Erwartung gekoppelt, dass dieser auch die Entwicklung der Spieler vorantreiben sollte. Mit Wade Baldwin, Malcolm Thomas, Jalen Reynolds, JaJuan Johnson und Nick Weiler-Babb verstärkten die Bayern ihr Aufgebot vor der Saison 2020/21 hochkarätig. Als erste deutsche Mannschaft seit der Einführung der EuroLeague unter ULEB-Leitung im 2000 erreichte Bayern im April 2021 die Viertelfinalrunde des Wettbewerbs. Mitte Mai 2021 gewann der FC Bayern den BBL-Pokal durch einen Endspielerfolg über Alba Berlin. In der Bundesliga erreichte man die Endspielserie und unterlag dort mit 1:3-Spielen den Berlinern.

### Seit 2022
In der Saison 2021/22 erreichte der FC Bayern in der EuroLeague erneut das Viertelfinale. Dort stand es nach vier Spielen gegen den FC Barcelona 2:2, in der entscheidenden fünften Begegnung verlor der FC Bayern 72:81. Zur Halbzeit führten die Bayern mit 37:31. Im BBL-Pokal erfolgte bereits in der Viertelfinalrunde gegen Chemnitz das Ausscheiden. In der Bundesliga erreichten die Bayern die Endspiele um die deutsche Meisterschaft, mussten sich dort aber erneut Alba Berlin geschlagen geben.
In der Sommerpause 2022 verstärkten sich die Bayern unter anderem mit dem aus der NBA nach Deutschland zurückkehrenden Isaac Bonga sowie mit dem erfahrenen ehemaligen deutschen Nationalspieler Elias Harris. Zwei weitere Bayern-Neuzugänge, die US-Amerikaner Freddie Gillespie und Cassius Winston, brachten NBA-Erfahrung nach München. Nach dem Ausscheiden aus dem Bundesliga-Halbfinale Anfang Juni 2023 gab Trainer Trinchieri seinen Abschied aus München bekannt.
Zur Saison 2023/24 übernahm der Spanier Pablo Laso das Traineramt in München. Er war zuletzt von 2011 bis 2022 bei Real Madrid beschäftigt und erhielt in München einen Vertrag bis 2025. Der Club schaffte 2024 mit der Meisterschaft und dem BBL-Pokalsieg zum zweiten Mal, nach 2018, das Double. Nach nur einer Saison verkündete Laso Ende Juni 2024 aus familiären Gründen seinen Abschied, auch Sportdirektor Daniele Baiesi verließ München.
Als Nachfolger für Laso verpflichtete der FC Bayern Ende Juli des Jahres bis 2026 Gordon Herbert, der die deutsche Nationalmannschaft 2023 zum Weltmeistertitel führte. Neuer Sportdirektor wurde im September 2024 der Serbe Dragan Tarlać. Ende April 2025 kündigte Geschäftsführer Marko Pešić an, sein Amt am Ende des Jahres 2025 niederzulegen. Unter Herberts Leitung wurden die Bayern in der Saison 2024/25 wieder deutscher Meister, in der Endspielserie wurde Ulm mit 3:2 besiegt.

## Erfolge
- Deutscher Meister: 1954, 1955, 2014, 2018, 2019, 2024, 2025
- Gründungsmitglied der zweigliedrigen Basketball-Bundesliga: 1966
- Deutscher Pokalsieger: 1968, 2018, 2021, 2023, 2024
- Aufstieg in die 2. Basketball-Bundesliga – Süd: 2005
- Aufstieg in die 2. Basketball-Bundesliga – ProA: 2008
- Aufstieg in die Basketball-Bundesliga (BBL): 1987 und 2011

### Saisonleistungen
| Saison  | Liga       | Hauptrunde | Play-off         | BBL-Pokal          | Europäische Wettbewerbe                                                                                            |
| ------- | ---------- | ---------- | ---------------- | ------------------ | --- |
| 2011/12 | Bundesliga | 5.         | Viertelfinalist  | nicht qualifiziert | - |
| 2012/13 | Bundesliga | 4.         | Halbfinalist     | Halbfinalist       | - |
| 2013/14 | Bundesliga | 1.         | Sieger           | 4. Platz           | EuroLeague-Top 16                                                                                                  |
| 2014/15 | Bundesliga | 3.         | Vizemeister      | Viertelfinalist    | EuroLeague-Vorrunde                                                                                                |
| 2015/16 | Bundesliga | 4.         | Halbfinalist     | Finalist           | EuroLeague-Vorrunde                                                                                                |
| 2016/17 | Bundesliga | 3.         | Halbfinalist     | Finalist           | EuroCup-Viertelfinalist                                                                                            |
| 2017/18 | Bundesliga | 1.         | Sieger           | Sieger             | EuroCup-Halbfinalist                                                                                               |
| 2018/19 | Bundesliga | 1.         | Sieger           | Viertelfinalist    | EuroLeague-Hauptrunde                                                                                              |
| 2019/20 | Bundesliga | 1.         | Viertelfinalist* | Achtelfinalist     | Aufgrund der COVID-19-Pandemie wurde die EuroLeague- sowie die EuroCup-Saison abgebrochen bzw. ohne Sieger beendet |
| 2020/21 | Bundesliga | 4.         | Vizemeister      | Sieger             | EuroLeague-Viertelfinalist                                                                                         |
| 2021/22 | Bundesliga | 3.         | Vizemeister      | Viertelfinalist    | EuroLeague-Viertelfinalist                                                                                         |
| 2022/23 | Bundesliga | 3.         | Halbfinalist     | Sieger             | EuroLeague- 15. Platz                                                                                              |
| 2023/24 | Bundesliga | 1.         | Sieger           | Sieger             | EuroLeague- 15. Platz                                                                                              |
| 2024/25 | Bundesliga | 1.         | Sieger           | Halbfinalist       | EuroLeague- 9. Platz                                                                                               |

(*) Aufgrund der Coronavirus-Pandemie wurde der Meister in einem dreiwöchigen Turnier ausgespielt.

## Kader
| Spieler | Spieler            | Spieler             | Spieler    | Spieler | Spieler | Spieler             |
| Nr.     | Nat.               | Name                | Geburt     | Größe   | Info    | Letzter Verein      |
| ------- | ------------------ | ------------------- | ---------- | ------- | ------- | ------------------- |
|         |                    | Guards (PG, SG)     |            |         |         |                     |
| 04      | Kanada             | Xavier Rathan-Mayes | 29.04.1994 | 1,93 m  |         | Real Madrid         |
| 08      | /                  | Shabazz Napier      | 14.07.1992 | 1,85 m  |         | Olimpia Milano      |
| 10      | Vereinigte Staaten | Justinian Jessup    | 23.05.1998 | 1,98 m  |         | Ratiopharm Ulm      |
| 13      | Deutschland        | Andreas Obst        | 13.07.1996 | 1,91 m  |         | Ratiopharm Ulm      |
| 21      | Deutschland        | Justus Hollatz      | 21.04.2001 | 1,95 m  |         | Anadolu Efes SK     |
| 31      | Litauen            | Rokas Jokubaitis    | 19.11.2000 | 1,93 m  |         | Maccabi Tel Aviv    |
| 44      | /                  | Kamar Baldwin       | 15.09.1997 | 1,85 m  |         | Saski Baskonia      |
|         | /                  | Ivan Volf           | 20.07.2006 | 2,01 m  |         | Eigene Jugend       |
|         |                    | Forwards (SF, PF)   |            |         |         |                     |
| 01      | /                  | Oscar da Silva      | 21.09.1998 | 2,06 m  |         | FC Barcelona        |
| 05      | Deutschland        | Niels Giffey        | 08.06.1991 | 2,00 m  |         | CB Murcia           |
| 11      | Serbien            | Vladimir Lučić      | 17.06.1989 | 2,04 m  |         | Valencia Basket     |
| 19      | Deutschland        | Marco Frank         | 30.04.2003 | 1,98 m  |         | Eigene Jugend       |
| 20      | Deutschland        | Elias Harris        | 06.07.1989 | 2,03 m  |         | San-en Neo-Phoenix  |
|         |                    | Center (C)          |            |         |         |                     |
| 07      | Deutschland        | Johannes Voigtmann  | 30.09.1991 | 2,11 m  |         | Olimpia Milano      |
| 12      | Deutschland        | Leon Kratzer        | 04.02.1997 | 2,12 m  |         | Paris Basketball    |
| 32      | /                  | Wenyen Gabriel      | 26.03.1997 | 2,09 m  |         | Panathinaikos Athen |

| Trainer    | Trainer        | Trainer                    |
| Nat.       | Name           | Position                   |
| ---------- | -------------- | -------------------------- |
| Kanada     | Gordon Herbert | Cheftrainer                |
| Frankreich | TJ Parker      | Co-Trainer                 |
| Finnland   | Daniel Herbert | Co-Trainer                 |
| Serbien    | Mihajlo Mitić  | Co-Trainer                 |
| Kroatien   | Ivan Pijanec   | Athletiktrainer            |
| Kroatien   | Emilio Kovacic | Spielerentwicklungstrainer |
| Serbien    | Dragan Tarlać  | Sportdirektor              |

| Legende                | Legende                    |
| Abk.                   | Bedeutung                  |
| ---------------------- | -------------------------- |
| (C)                    | Mannschaftskapitän         |
|                        | Langfristige Verletzung    |
| A-Nat                  | Nationalspieler (Erstland) |
| Quellen                |                            |
| Teamhomepage           |                            |
| Ligahomepage           |                            |
| Stand: 12. August 2025 |                            |

| Legende                | Legende                    |
| Abk.                   | Bedeutung                  |
| ---------------------- | -------------------------- |
| (C)                    | Mannschaftskapitän         |
|                        | Langfristige Verletzung    |
| A-Nat                  | Nationalspieler (Erstland) |
| Quellen                |                            |
| Teamhomepage           |                            |
| Ligahomepage           |                            |
| Stand: 12. August 2025 |                            |

### Wechsel 2025/26
Zugänge: Wenyen Gabriel (Panathinaikos Athen / ), Justinian Jessup (Ratiopharm Ulm), Leon Kratzer (Paris Basketball / ), Xavier Rathan-Mayes (Real Madrid / ), Kamar Baldwin (Cazoo Baskonia Vitoria-Gasteiz / ), Rokas Jokubaitis (Maccabi Rapyd Tel Aviv / )
Abgänge: Ivan Kharchenkov (Arizona Wildcats / ), Onuralp Bitim (Verein unbek.), Devin Booker (EA7 Emporio Armani Milano / ), Danko Branković (CB Breogán / ), Nick Weiler-Babb  (Anadolu Efes Istanbul / ), Carsen Edwards (Virtus Segafredo Bologna / )

### Wechsel 2024/25
Zugänge: Oscar da Silva (FC Barcelona / ), Kevin Yebo (Niners Chemnitz), Yam Madar (Fenerbahce Istanbul / ), Johannes Voigtmann (Olimpia Mailand / ), Shabazz Napier (Olimpia Mailand / ), Onuralp Bitim (Leihe, Fenerbahce Istanbul / ), Justus Hollatz (Anadolu Efes Istanbul / )
Abgänge: Sylvain Francisco (Žalgiris Kaunas/ ), Martin Kalu (Löwen Braunschweig), Nelson Weidemann (Ratiopharm Ulm), Jan Niklas Wimberg (Hamburg Towers), Leandro Bolmaro (Olimpia Mailand / ), Isaac Bonga (KK Partizan Belgrad / ), Serge Ibaka (Real Madrid / ), Yam Madar (Hapoel Tel Aviv / ), Kevin Yebo (Niners Chemnitz)

## Personen

### Ehemalige Spieler
FC Bayern-Center Hans-Jörg „Gigs“ Krüger (2,05 m) gehörte 1972 zur Olympiamannschaft des bundesdeutschen Nationalen Olympischen Komitees für Deutschland (NOK). In der Nationalmannschaft des Deutschen Basketball Bundes (DBB) wurde Krüger 1972 in München beim olympischen Basketballturnier in acht von neun Spielen eingesetzt und erzielte damals in der Rudi-Sedlmayer-Halle (seit Mai 2011 Audi Dome) insgesamt 44 Punkte. Nationalspieler Krüger wurde bereits im Oktober 1968 vom Bundestrainerrat des DBB, unter der Leitung des DBB-Vizepräsidenten Anton Kartak, in den ‚Olympiakader 1972‘ berufen.
Der Spieler des FC Bayern München, Klaus Schulz, in den 1950er und 1960er Jahren Nationalspieler des DBB und 1968 Mitglied der FC Bayern-Bundesligamannschaft, die das Endspiel um den DBB-Pokal gewann, war im Auftrag des ausrichtenden NOKs bei den Olympischen Sommerspielen 1972 in München als Stellvertreter von Walther Tröger, damals ‚Bürgermeister‘ des olympischen Dorfes, tätig. Der ehemalige Kapitän der Nationalmannschaft (73 Einsätze) war der erste deutsche Spieler, der in die spanische Liga wechselte, zu Estudiantes Madrid. Nach seiner Spielerzeit führte Schulz die erste Mannschaft in den 80er Jahren als Abteilungsleiter aus der Regionalliga in die Bundesliga zurück.
Für die Nationalmannschaft spielte außerdem Markus Bernhard, Mitglied der Meistermannschaften von 1954 und 1955, der ebenfalls für die Handballabteilung des Vereins aktiv und auch in dieser Sportart Nationalspieler war.

### Kader
| Nr. | Name                  | Position       | Geburtsdatum      | Größe  | Nationalität       |
| --- | --------------------- | -------------- | ----------------- | ------ | ------------------ |
| 4   | Jonathan Wallace      | Point Guard    | 16. Mai 1986      | 1,87 m | Vereinigte Staaten |
| 5   | Chevon Troutman       | Power Forward  | 25. November 1981 | 2,02 m | Vereinigte Staaten |
| 6   | Steffen Hamann        | Point Guard    | 14. Juni 1981     | 1,94 m | Deutschland        |
| 7   | Philipp Schwethelm    | Small Forward  | 01. Mai 1989      | 2,01 m | Deutschland        |
| 8   | Aleksandar Nađfeji    | Power Forward  | 27. Oktober 1976  | 2,02 m | Serbien            |
| 10  | Bastian Doreth        | Shooting Guard | 08. Juni 1989     | 1,82 m | Deutschland        |
| 11  | Darius Hall           | Center         | 16. März 1973     | 2,02 m | Vereinigte Staaten |
| 12  | Robin Benzing         | Small Forward  | 25. Januar 1989   | 2,08 m | Deutschland        |
| 13  | Je'Kel Foster         | Shooting Guard | 22. Juli 1983     | 1,91 m | Vereinigte Staaten |
| 15  | Bogdan Radosavljević  | Center         | 11. Juli 1993     | 2,13 m | Deutschland        |
| 23  | Ben Hansbrough        | Point Guard    | 23. Dezember 1987 | 1,90 m | Vereinigte Staaten |
| 24  | Demond Greene         | Shooting Guard | 15. Juni 1979     | 1,85 m | Deutschland        |
| 44  | Ruben Boumtje-Boumtje | Center         | 20. Mai 1978      | 2,12 m | Kamerun            |
| 45  | Jan Jagla             | Power Forward  | 25. Juni 1981     | 2,13 m | Deutschland        |
| 51  | Jared Homan           | Center         | 06. März 1983     | 2,08 m | Vereinigte Staaten |

BBL-Kader 2011/12
| Nr. | Name                 | Position       | Geburtsdatum      | Größe  | Nationalität       |
| --- | -------------------- | -------------- | ----------------- | ------ | ------------------ |
| 4   | Tyrese Rice          | Point Guard    | 15. Mai 1987      | 1,85 m | Vereinigte Staaten |
| 5   | Chevon Troutman      | Power Forward  | 25. November 1981 | 2,02 m | Vereinigte Staaten |
| 6   | Steffen Hamann       | Point Guard    | 14. Juni 1981     | 1,94 m | Deutschland        |
| 7   | Brandon Thomas       | Small Forward  | 17. August 1984   | 1,98 m | Vereinigte Staaten |
| 8   | Aleksandar Nađfeji   | Power Forward  | 27. Oktober 1976  | 2,02 m | Serbien            |
| 9   | Yotam Halperin       | Shooting Guard | 24. Januar 1984   | 1,96 m | Israel             |
| 11  | Lawrence Roberts     | Power Forward  | 20. Oktober 1982  | 2,06 m | Vereinigte Staaten |
| 12  | Robin Benzing        | Small Forward  | 25. Januar 1989   | 2,08 m | Deutschland        |
| 15  | Bogdan Radosavljević | Center         | 11. Juli 1993     | 2,13 m | Deutschland        |
| 16  | Paul Zipser          | Shooting Guard | 18. Februar 1994  | 2,00 m | Deutschland        |
| 17  | Mauricio Marin       | Shooting Guard | 21. April 1994    | 1,92 m | Deutschland        |
| 22  | Malo Valérien        | Small Forward  | 01. Dezember 1992 | 1,95 m | Deutschland        |
| 24  | Demond Greene        | Shooting Guard | 15. Juni 1979     | 1,85 m | Deutschland        |
| 25  | Jan Jagla            | Power Forward  | 25. Juni 1981     | 2,13 m | Deutschland        |
| 51  | Jared Homan          | Center         | 06. März 1983     | 2,08 m | Vereinigte Staaten |

BBL-Kader 2012/13
| Nr. | Name               | Position       | Geburtsdatum       | Größe  | Nationalität            |
| --- | ------------------ | -------------- | ------------------ | ------ | ----------------------- |
| 5   | Chevon Troutman    | Power Forward  | 25. November 1981  | 2,02 m | Vereinigte Staaten      |
| 6   | Steffen Hamann     | Point Guard    | 14. Juni 1981      | 1,94 m | Deutschland             |
| 8   | Heiko Schaffartzik | Point Guard    | 03. Januar 1984    | 1,83 m | Deutschland             |
| 9   | Deon Thompson      | Power Forward  | 16. September 1988 | 2,04 m | Vereinigte Staaten      |
| 10  | Lucca Staiger      | Shooting Guard | 14. Juni 1988      | 1,96 m | Deutschland             |
| 12  | Robin Benzing      | Small Forward  | 25. Januar 1989    | 2,08 m | Deutschland             |
| 14  | Nihad Đedović      | Small Forward  | 12. Januar 1990    | 1,96 m | Bosnien und Herzegowina |
| 16  | Paul Zipser        | Shooting Guard | 18. Februar 1994   | 2,00 m | Deutschland             |
| 17  | Mauricio Marin     | Shooting Guard | 21. April 1994     | 1,92 m | Deutschland             |
| 23  | Malcolm Delaney    | Point Guard    | 11. März 1989      | 1,91 m | Vereinigte Staaten      |
| 24  | Demond Greene      | Shooting Guard | 15. Juni 1979      | 1,85 m | Deutschland             |
| 32  | Yassin Idbihi      | Center         | 24. Juli 1983      | 2,08 m | Deutschland             |
| 41  | Boris Savović      | Power Forward  | 18. Juni 1987      | 2,10 m | Serbien                 |
| 44  | Bryce Taylor       | Small Forward  | 27. September 1986 | 1,95 m | Vereinigte Staaten      |
| 54  | John Bryant        | Center         | 13. Juni 1987      | 2,11 m | Vereinigte Staaten      |

BBL-Kader 2013/14
| Nr. | Name               | Position       | Geburtsdatum       | Größe  | Nationalität            |
| --- | ------------------ | -------------- | ------------------ | ------ | ----------------------- |
| 4   | Bo McCalebb        | Point Guard    | 04. Mai 1985       | 1,83 m | Vereinigte Staaten      |
| 8   | Heiko Schaffartzik | Point Guard    | 03. Januar 1984    | 1,83 m | Deutschland             |
| 9   | Vasilije Micić     | Point Guard    | 13. Januar 1994    | 1,95 m | Serbien                 |
| 10  | Lucca Staiger      | Shooting Guard | 14. Juni 1988      | 1,96 m | Deutschland             |
| 12  | Robin Benzing      | Small Forward  | 25. Januar 1989    | 2,08 m | Deutschland             |
| 14  | Nihad Đedović      | Small Forward  | 12. Januar 1990    | 1,96 m | Bosnien und Herzegowina |
| 15  | Vladimir Štimac    | Center         | 25. August 1987    | 2,10 m | Serbien                 |
| 16  | Paul Zipser        | Shooting Guard | 18. Februar 1994   | 2,00 m | Deutschland             |
| 17  | Mauricio Marin     | Shooting Guard | 21. April 1994     | 1,92 m | Deutschland             |
| 20  | Duško Savanović    | Power Forward  | 05. September 1983 | 2,04 m | Serbien                 |
| 25  | Anton Gavel        | Shooting Guard | 24. Oktober 1984   | 1,89 m | Deutschland             |
| 32  | Yassin Idbihi      | Center         | 24. Juli 1983      | 2,08 m | Deutschland             |
| 41  | Daniel Mayr        | Center         | 28. Juli 1995      | 2,17 m | Deutschland             |
| 44  | Bryce Taylor       | Small Forward  | 27. September 1986 | 1,95 m | Vereinigte Staaten      |
| 45  | Jan Jagla          | Power Forward  | 25. Juni 1981      | 2,13 m | Deutschland             |
| 54  | John Bryant        | Center         | 13. Juni 1987      | 2,11 m | Vereinigte Staaten      |

BBL-Kader 2014/15
| Nr. | Name                | Position       | Geburtsdatum       | Größe  | Nationalität            |
| --- | ------------------- | -------------- | ------------------ | ------ | ----------------------- |
| 4   | Sebastian Schmitt   | Point Guard    | 29. Februar 1996   | 1,84 m | Deutschland             |
| 5   | K. C. Rivers        | Shooting Guard | 01. März 1987      | 1,96 m | Vereinigte Staaten      |
| 9   | Deon Thompson       | Power Forward  | 16. September 1988 | 2,04 m | Vereinigte Staaten      |
| 10  | Justin Cobbs        | Point Guard    | 16. März 1991      | 1,91 m | Vereinigte Staaten      |
| 11  | Andreas Seiferth    | Center         | 23. Juni 1989      | 2,09 m | Deutschland             |
| 12  | Alex Renfroe        | Point Guard    | 23. Mai 1986       | 1,91 m | Vereinigte Staaten      |
| 13  | Vasilije Micić      | Point Guard    | 13. Januar 1994    | 1,95 m | Serbien                 |
| 14  | Nihad Đedović       | Small Forward  | 12. Januar 1990    | 1,96 m | Bosnien und Herzegowina |
| 16  | Paul Zipser         | Small Forward  | 18. Februar 1994   | 2,00 m | Deutschland             |
| 19  | Richard Freudenberg | Small Forward  | 31. August 1998    | 2,02 m | Deutschland             |
| 20  | Duško Savanović     | Power Forward  | 05. September 1983 | 2,04 m | Serbien                 |
| 21  | Dejan Kovacevic     | Power Forward  | 27. Dezember 1996  | 2,07 m | Deutschland             |
| 23  | Vitalis Chikoko     | Power Forward  | 11. Februar 1991   | 2,07 m | Simbabwe                |
| 25  | Anton Gavel         | Shooting Guard | 24. Oktober 1984   | 1,89 m | Deutschland             |
| 30  | Chad Toppert        | Small Forward  | 11. November 1985  | 1,99 m | Deutschland             |
| 35  | Karim Jallow        | Shooting Guard | 13. April 1997     | 1,98 m | Deutschland             |
| 41  | Daniel Mayr         | Center         | 28. Juli 1995      | 2,17 m | Deutschland             |
| 42  | Maximilian Kleber   | Power Forward  | 29. Januar 1992    | 2,07 m | Deutschland             |
| 44  | Bryce Taylor        | Small Forward  | 27. September 1986 | 1,95 m | Vereinigte Staaten      |
| 54  | John Bryant         | Center         | 13. Juni 1987      | 2,11 m | Vereinigte Staaten      |

BBL-Kader 2015/16
| Nr. | Name              | Position       | Geburtsdatum       | Größe  | Nationalität            |
| --- | ----------------- | -------------- | ------------------ | ------ | ----------------------- |
| 5   | Georg Beyschlag   | Point Guard    | 04. Juli 1997      | 1,80 m | Deutschland             |
| 7   | Alex King         | Small Forward  | 20. Februar 1985   | 2,00 m | Deutschland             |
| 11  | Vladimir Lučić    | Small Forward  | 17. Juni 1989      | 2,00 m | Serbien                 |
| 12  | Dru Joyce         | Point Guard    | 29. Januar 1985    | 1,85 m | Vereinigte Staaten      |
| 12  | Alex Renfroe      | Point Guard    | 23. Mai 1986       | 1,91 m | Vereinigte Staaten      |
| 13  | Nick Johnson      | Point Guard    | 22. Dezember 1992  | 1,91 m | Vereinigte Staaten      |
| 14  | Nihad Đedović     | Small Forward  | 12. Januar 1990    | 1,96 m | Bosnien und Herzegowina |
| 15  | Reggie Redding    | Small Forward  | 18. Juli 1988      | 1,93 m | Vereinigte Staaten      |
| 18  | Ondrej Balvin     | Center         | 20. September 1992 | 2,17 m | Tschechien              |
| 21  | Dejan Kovacevic   | Power Forward  | 27. Dezember 1996  | 2,07 m | Deutschland             |
| 22  | Danilo Barthel    | Power Forward  | 24. Oktober 1991   | 2,08 m | Deutschland             |
| 25  | Anton Gavel       | Shooting Guard | 24. Oktober 1984   | 1,89 m | Deutschland             |
| 26  | Marvin Ogunsipe   | Small Forward  | 26. Februar 1996   | 2,04 m | Osterreich              |
| 31  | Devin Booker      | Center         | 28. Februar 1991   | 2,05 m | Vereinigte Staaten      |
| 33  | Maik Zirbes       | Center         | 29. Januar 1990    | 2,07 m | Deutschland             |
| 35  | Karim Jallow      | Shooting Guard | 13. April 1997     | 1,98 m | Deutschland             |
| 42  | Maximilian Kleber | Power Forward  | 29. Januar 1992    | 2,07 m | Deutschland             |
| 44  | Bryce Taylor      | Small Forward  | 27. September 1986 | 1,95 m | Vereinigte Staaten      |

BBL-Kader 2016/17
| Nr. | Name             | Position       | Geburtsdatum      | Größe  | Nationalität            |
| --- | ---------------- | -------------- | ----------------- | ------ | ----------------------- |
| --  | Georg Beyschlag  | Point Guard    | 04. Juli 1997     | 1,80 m | Deutschland             |
| --  | Amar Gegic       | Point Guard    | 14. Februar 1998  | 2,00 m | Bosnien und Herzegowina |
| --  | Marvin Ogunsipe  | Small Forward  | 26. Februar 1996  | 2,04 m | Osterreich              |
| 5   | Braydon Hobbs    | Point Guard    | 17. Mai 1989      | 1,96 m | Vereinigte Staaten      |
| 7   | Alex King        | Small Forward  | 20. Februar 1985  | 2,00 m | Deutschland             |
| 7   | Jared Cunningham | Shooting Guard | 22. Mai 1991      | 1,95 m | Vereinigte Staaten      |
| 11  | Vladimir Lučić   | Small Forward  | 17. Juni 1989     | 2,00 m | Serbien                 |
| 13  | Milan Mačvan     | Power Forward  | 16. November 1989 | 2,06 m | Serbien                 |
| 14  | Nihad Đedović    | Small Forward  | 12. Januar 1990   | 1,96 m | Bosnien und Herzegowina |
| 15  | Reggie Redding   | Small Forward  | 18. Juli 1988     | 1,93 m | Vereinigte Staaten      |
| 16  | Stefan Jović     | Point Guard    | 03. November 1990 | 1,98 m | Serbien                 |
| 22  | Danilo Barthel   | Power Forward  | 24. Oktober 1991  | 2,08 m | Deutschland             |
| 25  | Anton Gavel      | Shooting Guard | 24. Oktober 1984  | 1,89 m | Deutschland             |
| 31  | Devin Booker     | Center         | 28. Februar 1991  | 2,05 m | Vereinigte Staaten      |
| 33  | Maik Zirbes      | Center         | 29. Januar 1990   | 2,07 m | Deutschland             |
| 35  | Karim Jallow     | Shooting Guard | 13. April 1997    | 1,98 m | Deutschland             |

BBL-Kader 2017/18
| Nr. | Name             | Position       | Geburtsdatum      | Größe  | Nationalität            |
| --- | ---------------- | -------------- | ----------------- | ------ | ----------------------- |
| 1   | Nemanja Dangubic | Small Forward  | 13. April 1993    | 2,04 m | Serbien                 |
| 2   | Nelson Weidemann | Point Guard    | 25. März 1999     | 1,90 m | Deutschland             |
| 3   | Braydon Hobbs    | Point Guard    | 17. Mai 1989      | 1,96 m | Vereinigte Staaten      |
| 7   | Alex King        | Small Forward  | 20. Februar 1985  | 2,00 m | Deutschland             |
| 8   | Petteri Koponen  | Point Guard    | 13. April 1988    | 1,94 m | Finnland                |
| 10  | Leon Radošević   | Center         | 26. Februar 1990  | 2,08 m | Deutschland             |
| 11  | Vladimir Lučić   | Small Forward  | 17. Juni 1989     | 2,00 m | Serbien                 |
| 12  | Maodo Lo         | Point Guard    | 31. Dezember 1992 | 1,91 m | Deutschland             |
| 13  | Milan Mačvan     | Power Forward  | 16. November 1989 | 2,06 m | Serbien                 |
| 14  | Nihad Đedović    | Small Forward  | 12. Januar 1990   | 1,96 m | Bosnien und Herzegowina |
| 15  | Robin Amaize     | Shooting Guard | 31. Januar 1994   | 1,96 m | Deutschland             |
| 16  | Stefan Jović     | Point Guard    | 03. November 1990 | 1,98 m | Serbien                 |
| 22  | Danilo Barthel   | Power Forward  | 24. Oktober 1991  | 2,08 m | Deutschland             |
| 23  | Derrick Williams | Power Forward  | 25. Mai 1991      | 2,03 m | Vereinigte Staaten      |
| 26  | Marvin Ogunsipe  | Small Forward  | 26. Februar 1996  | 2,04 m | Osterreich              |
| 31  | Devin Booker     | Center         | 28. Februar 1991  | 2,05 m | Vereinigte Staaten      |

BBL-Kader 2018/19
| Nr. | Name             | Position       | Geburtsdatum       | Größe  | Nationalität            |
| --- | ---------------- | -------------- | ------------------ | ------ | ----------------------- |
| 1   | Jason George     | Shooting Guard | 21. Mai 2001       | 2,02 m | Deutschland             |
| 5   | T. J. Bray       | Point Guard    | 14. Juni 1992      | 1,94 m | Vereinigte Staaten      |
| 7   | Alex King        | Small Forward  | 20. Februar 1985   | 2,00 m | Deutschland             |
| 8   | Petteri Koponen  | Point Guard    | 13. April 1988     | 1,94 m | Finnland                |
| 10  | Greg Monroe      | Center         | 04. Juni 1990      | 2,11 m | Vereinigte Staaten      |
| 11  | Vladimir Lučić   | Small Forward  | 17. Juni 1989      | 2,00 m | Serbien                 |
| 12  | Maodo Lo         | Point Guard    | 31. Dezember 1992  | 1,91 m | Deutschland             |
| 14  | Nihad Đedović    | Small Forward  | 12. Januar 1990    | 1,96 m | Bosnien und Herzegowina |
| 16  | Paul Zipser      | Small Forward  | 18. Februar 1994   | 2,03 m | Deutschland             |
| 20  | DaMarcus Nelson  | Point Guard    | 02. November 1985  | 1,93 m | Vereinigte Staaten      |
| 21  | Diego Flaccadori | Shooting Guard | 04. April 1996     | 1,93 m | Italien                 |
| 22  | Danilo Barthel   | Power Forward  | 24. Oktober 1991   | 2,08 m | Deutschland             |
| 25  | Ismet Akpinar    | Point Guard    | 22. Mai 1995       | 1,93 m | Deutschland             |
| 26  | Mathias Lessort  | Center         | 29. September 1995 | 2,06 m | Frankreich              |
| 31  | Žan Mark Šiško   | Point Guard    | 29. Juni 1997      | 1,90 m | Slowenien               |
| 34  | Josh Huestis     | Power Forward  | 19. Dezember 1991  | 2,01 m | Vereinigte Staaten      |
| 43  | Leon Radošević   | Center         | 26. Februar 1990   | 2,08 m | Deutschland             |
| 44  | Sasha Grant      | Small Forward  | 15. Februar 2002   | 1,98 m | Italien                 |

BBL-Kader 2019/20
| Nr. | Name             | Position       | Geburtsdatum      | Größe  | Nationalität            |
| --- | ---------------- | -------------- | ----------------- | ------ | ----------------------- |
| 0   | Nick Weiler-Babb | Shooting Guard | 12. Dezember 1995 | 1,96 m | Vereinigte Staaten      |
| 1   | Jason George     | Shooting Guard | 21. Mai 2001      | 2,02 m | Deutschland             |
| 2   | Wade Baldwin     | Point Guard    | 29. März 1996     | 1,93 m | Vereinigte Staaten      |
| 3   | David Krämer     | Shooting Guard | 14. Januar 1997   | 1,98 m | Deutschland             |
| 4   | D.J. Seeley      | Shooting Guard | 28. November 1989 | 1,93 m | Vereinigte Staaten      |
| 5   | T. J. Bray       | Point Guard    | 14. Juni 1992     | 1,94 m | Vereinigte Staaten      |
| 7   | Alex King        | Small Forward  | 20. Februar 1985  | 2,00 m | Deutschland             |
| 8   | Jalen Reynolds   | Center         | 30. Dezember 1992 | 2,07 m | Vereinigte Staaten      |
| 9   | Erol Ersek       | Point Guard    | 20. April 1999    | 1,93 m | Osterreich              |
| 9   | Malcolm Thomas   | Power Forward  | 08. November 1988 | 2,06 m | Vereinigte Staaten      |
| 11  | Vladimir Lučić   | Small Forward  | 17. Juni 1989     | 2,04 m | Serbien                 |
| 12  | Diego Flaccadori | Shooting Guard | 04. April 1996    | 1,93 m | Italien                 |
| 14  | Nihad Đedović    | Small Forward  | 12. Januar 1990   | 1,96 m | Bosnien und Herzegowina |
| 15  | Robin Amaize     | Shooting Guard | 31. Januar 1994   | 1,96 m | Deutschland             |
| 16  | Paul Zipser      | Small Forward  | 18. Februar 1994  | 2,03 m | Deutschland             |
| 21  | James Gist       | Power Forward  | 26. Oktober       | 2,06 m | Vereinigte Staaten      |
| 25  | JaJuan Johnson   | Power Forward  | 08. Februar 1989  | 2,08 m | Vereinigte Staaten      |
| 31  | Žan Mark Šiško   | Point Guard    | 29. Juni 1997     | 1,90 m | Slowenien               |
| 43  | Leon Radošević   | Center         | 26. Februar 1990  | 2,08 m | Deutschland             |
| 44  | Sasha Grant      | Small Forward  | 15. Februar 2002  | 1,98 m | Italien                 |
| 66  | Matej Rudan      | Small Forward  | 21. März 2001     | 2,04 m | Deutschland             |

BBL-Kader 2020/21
| Nr. | Name             | Position       | Geburtsdatum       | Größe  | Nationalität            |
| --- | ---------------- | -------------- | ------------------ | ------ | ----------------------- |
| 0   | Nick Weiler-Babb | Shooting Guard | 12. Dezember 1995  | 1,96 m | Vereinigte Staaten      |
| 1   | Deshaun Thomas   | Power Forward  | 29. August 1991    | 2,01 m | Vereinigte Staaten      |
| 2   | Corey Walden     | Point Guard    | 05. August 1992    | 1,88 m | Vereinigte Staaten      |
| 7   | Martin Kalu      | Point Guard    | 28. Januar 2005    | 1,95 m | Deutschland             |
| 8   | Othello Hunter   | Center         | 28. Mai 1986       | 2,03 m | Vereinigte Staaten      |
| 9   | Joshua Obiesie   | Point Guard    | 23. Mai 2000       | 1,98 m | Deutschland             |
| 10  | Ognjen Jaramaz   | Shooting Guard | 01. September 1995 | 1,93 m | Serbien                 |
| 11  | Vladimir Lučić   | Small Forward  | 17. Juni 1989      | 2,04 m | Serbien                 |
| 12  | Jason George     | Shooting Guard | 21. Mai 2001       | 2,02 m | Deutschland             |
| 13  | Andreas Obst     | Shooting Guard | 13. Juli 1996      | 1,91 m | Deutschland             |
| 14  | Nihad Đedović    | Small Forward  | 12. Januar 1990    | 1,96 m | Bosnien und Herzegowina |
| 15  | Mohamed Sillah   | Center         | 20. März 2002      | 2,04 m | Sierra Leone            |
| 16  | Paul Zipser      | Small Forward  | 18. Februar 1994   | 2,03 m | Deutschland             |
| 21  | Augustine Rubit  | Power Forward  | 14. August 1989    | 2,03 m | Vereinigte Staaten      |
| 22  | Luis Wulff       | Shooting Guard | 14. März 2004      | 1,95 m | Deutschland             |
| 26  | Marvin Ogunsipe  | Small Forward  | 26. Februar 1996   | 2,04 m | Osterreich              |
| 31  | Žan Mark Šiško   | Point Guard    | 29. Juni 1997      | 1,90 m | Slowenien               |
| 32  | Darun Hilliard   | Shooting Guard | 13. April 1993     | 1,96 m | Vereinigte Staaten      |
| 34  | Gavin Schilling  | Power Forward  | 10. November 1995  | 2,06 m | Deutschland             |
| 43  | Leon Radošević   | Center         | 26. Februar 1990   | 2,08 m | Deutschland             |
| 43  | Aleksa Vucetic   | Point Guard    | 11. Juni 2004      | 1,94 m | Serbien                 |

BBL-Kader 2021/22
| Nr. | Name               | Position       | Geburtsdatum       | Größe  | Nationalität       |
| --- | ------------------ | -------------- | ------------------ | ------ | ------------------ |
| 0   | Nick Weiler-Babb   | Shooting Guard | 12. Dezember 1995  | 1,96 m | Vereinigte Staaten |
| 2   | Corey Walden       | Point Guard    | 05. August 1992    | 1,88 m | Vereinigte Staaten |
| 4   | D.J. Seeley        | Shooting Guard | 28. November 1989  | 1,93 m | Vereinigte Staaten |
| 5   | Cassius Winston    | Point Guard    | 28. Februar 1998   | 1,85 m | Vereinigte Staaten |
| 7   | Niels Giffey       | Small Forward  | 08. Juni 1991      | 2,00 m | Deutschland        |
| 8   | Othello Hunter     | Center         | 28. Mai 1986       | 2,03 m | Vereinigte Staaten |
| 9   | Isaac Bonga        | Point Guard    | 08. November 2004  | 2,04 m | Deutschland        |
| 10  | Ognjen Jaramaz     | Shooting Guard | 01. September 1995 | 1,93 m | Serbien            |
| 11  | Vladimir Lučić     | Small Forward  | 17. Juni 1989      | 2,04 m | Serbien            |
| 13  | Andreas Obst       | Shooting Guard | 13. Juli 1996      | 1,91 m | Deutschland        |
| 15  | Mohamed Sillah     | Center         | 20. März 2002      | 2,04 m | Sierra Leone       |
| 16  | Paul Zipser        | Small Forward  | 18. Februar 1994   | 2,03 m | Deutschland        |
| 17  | Jan Niklas Wimberg | Power Forward  | 11. Februar 1996   | 2,06 m | Deutschland        |
| 20  | Elias Harris       | Power Forward  | 06. Juli 1989      | 2,03 m | Deutschland        |
| 21  | Augustine Rubit    | Power Forward  | 14. August 1989    | 2,03 m | Vereinigte Staaten |
| 22  | Luis Wulff         | Shooting Guard | 14. März 2004      | 1,95 m | Deutschland        |
| 23  | Martin Kalu        | Point Guard    | 28. Januar 2005    | 1,95 m | Deutschland        |
| 30  | Ivan Kharchenkov   | Shooting Guard | 20. September 2006 | 1,98 m | Deutschland        |
| 31  | Žan Mark Šiško     | Point Guard    | 29. Juni 1997      | 1,90 m | Slowenien          |
| 33  | Freddie Gillespie  | Center         | 14. Juni 1997      | 2,06 m | Vereinigte Staaten |
| 45  | Zylan Cheatham     | Power Forward  | 17. November 1995  | 2,01 m | Vereinigte Staaten |

BBL-Kader 2022/23
| Nr. | Name               | Position       | Geburtsdatum       | Größe  | Nationalität       |
| --- | ------------------ | -------------- | ------------------ | ------ | ------------------ |
| 0   | Nick Weiler-Babb   | Shooting Guard | 12. Dezember 1995  | 1,96 m | Vereinigte Staaten |
| 1   | Sylvain Francisco  | Point Guard    | 10. Oktober 1997   | 1,85 m | Frankreich         |
| 3   | Carsen Edwards     | Point Guard    | 12. März 1998      | 1,80 m | Vereinigte Staaten |
| 5   | Nelson Weidemann   | Point Guard    | 25. März 1999      | 1,90 m | Deutschland        |
| 7   | Niels Giffey       | Small Forward  | 08. Juni 1991      | 2,00 m | Deutschland        |
| 8   | Dino Radončić      | Small Forward  | 08. Januar 1999    | 2,03 m | Montenegro         |
| 9   | Isaac Bonga        | Point Guard    | 08. November 2004  | 2,04 m | Deutschland        |
| 10  | Leandro Bolmaro    | Shooting Guard | 11. September 2000 | 1,98 m | Argentinien        |
| 11  | Vladimir Lučić     | Small Forward  | 17. Juni 1989      | 2,04 m | Serbien            |
| 13  | Andreas Obst       | Shooting Guard | 13. Juli 1996      | 1,91 m | Deutschland        |
| 14  | Serge Ibaka        | Center         | 18. September 1989 | 2,10 m | Spanien            |
| 17  | Jan Niklas Wimberg | Power Forward  | 11. Februar 1996   | 2,06 m | Deutschland        |
| 20  | Elias Harris       | Power Forward  | 06. Juli 1989      | 2,03 m | Deutschland        |
| 22  | Danko Brankovic    | Center         | 05. November 2000  | 2,16 m | Kroatien           |
| 23  | Martin Kalu        | Point Guard    | 28. Januar 2005    | 1,95 m | Deutschland        |
| 30  | Ivan Kharchenkov   | Shooting Guard | 20. September 2006 | 1,98 m | Deutschland        |
| 31  | Devin Booker       | Center         | 28. Februar 1991   | 2,05 m | Vereinigte Staaten |
| 33  | Freddie Gillespie  | Center         | 14. Juni 1997      | 2,06 m | Vereinigte Staaten |

BBL-Kader 2023/24
| Nr. | Name               | Position       | Geburtsdatum       | Größe  | Nationalität       |
| --- | ------------------ | -------------- | ------------------ | ------ | ------------------ |
| 0   | Nick Weiler-Babb   | Shooting Guard | 12. Dezember 1995  | 1,96 m | Vereinigte Staaten |
| 1   | Oscar da Silva     | Power Forward  | 21. September 1998 | 2,06 m | /                  |
| 3   | Carsen Edwards     | Point Guard    | 12. März 1998      | 1,80 m | Vereinigte Staaten |
| 4   | Jack White         | Small Forward  | 05. August 1997    | 2,01 m | Australien         |
| 5   | Niels Giffey       | Small Forward  | 08. Juni 1991      | 2,00 m | Deutschland        |
| 7   | Johannes Voigtmann | Center         | 30. September 1992 | 2,11 m | Deutschland        |
| 8   | Shabazz Napier     | Point Guard    | 14. Juli 1991      | 1,83 m | /                  |
| 10  | Ivan Kharchenkov   | Shooting Guard | 20. September 2006 | 1,98 m | Deutschland        |
| 11  | Vladimir Lučić     | Small Forward  | 17. Juni 1989      | 2,04 m | Serbien            |
| 13  | Andreas Obst       | Shooting Guard | 13. Juli 1996      | 1,91 m | Deutschland        |
| 17  | Onuralp Bitim      | Small Forward  | 31. März 1999      | 1,98 m | Turkei             |
| 19  | Marco Frank        | Small Forward  | 30. April 2003     | 1,98 m | Deutschland        |
| 20  | Elias Harris       | Power Forward  | 06. Juli 1989      | 2,03 m | Deutschland        |
| 21  | Justus Hollatz     | Point Guard    | 21. April 2001     | 1,95 m | Deutschland        |
| 22  | Danko Branković    | Center         | 05. November 2000  | 2,16 m | Kroatien           |
| 31  | Devin Booker       | Center         | 28. Februar 1991   | 2,05 m | Vereinigte Staaten |
| 41  | Yam Madar          | Point Guard    | 21. Dezember 2000  | 1,90 m | Israel             |
| 44  | Ivan Volf          | Shooting Guard | 20. Juli 2006      | 2,01 m | /                  |
| 53  | Kevin Yebo         | Power Forward  | 14. März 1996      | 2,07 m | Deutschland        |

BBL-Kader 2024/25

### Trainer
| - Franz Kronberger - Gregor Aas - Andreas Wagner 2000–2005 - Georg Kämpf 2005–2009 - Michael Schwarz 2009/10 - Dirk Bauermann 2010–2012 - / Svetislav Pešić 2012–2016 - Saša Đorđević 2016–03/2018 - Dejan Radonjić 04/2018–01/2020 - Oliver Kostić 01/2020–07/2020 - Andrea Trinchieri 07/2020–06/2023 - Pablo Laso 06/2023–06/2024 - Gordon Herbert seit 07/2024 |

### Ehrungen und nennenswerte Leistungen
| Zurückgezogene Trikotnummern |             |                |                |           |
| \| Nr. \| Nat. \| Name \| Position \| Zeit \| \| --- \| ----------- \| -------------- \| -------------- \| --------- \| \| 6 \| Deutschland \| Steffen Hamann \| Point Guard \| 2010–2014 \| \| 24 \| Deutschland \| Demond Greene \| Shooting Guard \| 2010–2014 \| |             |                |                |           |
| Nr. | Nat.        | Name           | Position       | Zeit      |
| 6 | Deutschland | Steffen Hamann | Point Guard    | 2010–2014 |
| 24 | Deutschland | Demond Greene  | Shooting Guard | 2010–2014 |

| Individuelle Auszeichnungen |                  |                |                                       |         |
| \| Nat. \| Name \| Position \| Auszeichnung \| Saison \| \| ----------------------- \| ---------------- \| -------------- \| ------------------------------------- \| ------- \| \| Vereinigte Staaten \| Malcolm Delaney \| Point Guard \| BBL Most Valuable Player \| 2013/14 \| \| / \| Nick Weiler-Babb \| Shooting Guard \| Defensive Player of the Year \| 2024/25 \| \| Vereinigte Staaten \| Malcolm Delaney \| Point Guard \| BBL Finals MVP \| 2013/14 \| \| Deutschland \| Danilo Barthel \| Power Forward \| BBL Finals MVP \| 2017/18 \| \| Bosnien und Herzegowina \| Nihad Đedović \| Small Forward \| BBL Finals MVP \| 2018/19 \| \| Vereinigte Staaten \| Carsen Edwards \| Point Guard \| BBL Finals MVP \| 2023/24 \| \| / \| Shabazz Napier \| Point Guard \| BBL Finals MVP \| 2024/25 \| \| Deutschland \| Paul Zipser \| Small Forward \| BBL Bester deutscher Nachwuchsspieler \| 2015/16 \| \| Serbien \| Vladimir Lučić \| Small Forward \| All-EuroLeague First Team \| 2020/21 \| \| Vereinigte Staaten \| Carsen Edwards \| Shooting Guard \| All-EuroLeague First Team \| 2024/25 \| \| / \| Nick Weiler-Babb \| Shooting Guard \| EuroLeague Best Defender \| 2024/25 \| |                  |                |                                       |         |
| Nat. | Name             | Position       | Auszeichnung                          | Saison  |
| Vereinigte Staaten | Malcolm Delaney  | Point Guard    | BBL Most Valuable Player              | 2013/14 |
| / | Nick Weiler-Babb | Shooting Guard | Defensive Player of the Year          | 2024/25 |
| Vereinigte Staaten | Malcolm Delaney  | Point Guard    | BBL Finals MVP                        | 2013/14 |
| Deutschland | Danilo Barthel   | Power Forward  | BBL Finals MVP                        | 2017/18 |
| Bosnien und Herzegowina | Nihad Đedović    | Small Forward  | BBL Finals MVP                        | 2018/19 |
| Vereinigte Staaten | Carsen Edwards   | Point Guard    | BBL Finals MVP                        | 2023/24 |
| / | Shabazz Napier   | Point Guard    | BBL Finals MVP                        | 2024/25 |
| Deutschland | Paul Zipser      | Small Forward  | BBL Bester deutscher Nachwuchsspieler | 2015/16 |
| Serbien | Vladimir Lučić   | Small Forward  | All-EuroLeague First Team             | 2020/21 |
| Vereinigte Staaten | Carsen Edwards   | Shooting Guard | All-EuroLeague First Team             | 2024/25 |
| / | Nick Weiler-Babb | Shooting Guard | EuroLeague Best Defender              | 2024/25 |

### Bestmarken vergangener Spielzeiten
Als „(Wert)“ steht der jeweilige Durchschnitt pro Spiel.

#### National
| Saison                        | Punkte                     | Rebounds                     | Assists                      | Steals                      | Blocks                     |
| ----------------------------- | -------------------------- | ---------------------------- | ---------------------------- | --------------------------- | -------------------------- |
| Basketball-Bundesliga 2024/25 | Andreas Obst 494 (11,5)    | Johannes Voigtmann 194 (5,4) | Nick Weiler-Babb / 176 (5,3) | Nick Weiler-Babb / 55 (1,7) | Danko Branković 20 (0,7)   |
| Basketball-Bundesliga 2023/24 | Carsen Edwards 557 (13,6)  | Isaac Bonga 190 (4,6)        | Leandro Bolmaro 116 (2,9)    | Carsen Edwards 37 (0,9)     | Serge Ibaka / 37 (1,2)     |
| Basketball-Bundesliga 2022/23 | Cassius Winston 451 (14,1) | Freddie Gillespie 246 (6,7)  | Cassius Winston 98 (3,1)     | Freddie Gillespie 43 (1,2)  | Freddie Gillespie 42 (1,1) |
| Basketball-Bundesliga 2021/22 | Deshaun Thomas 588 (14,7)  | Nick Weiler-Babb / 156 (4,0) | Žan Mark Šiško 152 (4,5)     | Nick Weiler-Babb / 49 (1,3) | Augustine Rubit 18 (0,6)   |
| Basketball-Bundesliga 2020/21 | Jalen Reynolds 468 (12,3)  | JaJuan Johnson 176 (4,8)     | Žan Mark Šiško 147 (4,7)     | Jalen Reynolds 38 (1,0)     | JaJuan Johnson 30 (0,8)    |
| Basketball-Bundesliga 2019/20 | Paul Zipser 330 (12,2)     | Danilo Barthel 114 (4,6)     | Maodo Lô 84 (3,4)            | Greg Monroe 29 (1,5)        | Mathias Lessort 21 (1,1)   |
| Basketball-Bundesliga 2018/19 | Nihad Đedović 495 (12,1)   | Danilo Barthel 188 (4,6)     | Stefan Jović 167 (4,8)       | Nihad Đedović 53 (1,3)      | Danilo Barthel 21 (0,5)    |
| Basketball-Bundesliga 2017/18 | Devin Booker 598 (12,5)    | Devin Booker 243 (5,1)       | Stefan Jović 210 (5,3)       | Reggie Redding 50 (1,2)     | Danilo Barthel 20 (0,4)    |
| Basketball-Bundesliga 2016/17 | Devin Booker 392 (9,8)     | Maxi Kleber 195 (5,3)        | Reggie Redding 140 (3,6)     | Reggie Redding 61 (1,6)     | Maxi Kleber 43 (1,2)       |
| Basketball-Bundesliga 2015/16 | Bryce Taylor 475 (13,6)    | John Bryant / 239 (6,0)      | Alex Renfroe 219 (5,5)       | Nihad Đedović 40 (1,2)      | Maxi Kleber 33 (1,4)       |
| Basketball-Bundesliga 2014/15 | John Bryant / 629 (13,4)   | John Bryant / 359 (7,6)      | Anton Gavel / 146 (3,7)      | Nihad Đedović 43 (1,1)      | John Bryant / 41 (0,9)     |
| Basketball-Bundesliga 2013/14 | Malcolm Delaney 565 (12,0) | John Bryant / 293 (6,7)      | Malcolm Delaney 199 (4,2)    | Bryce Taylor 43 (0,9)       | John Bryant / 40 (0,9)     |
| Basketball-Bundesliga 2012/13 | Tyrese Rice 632 (15,8)     | Lawrence Roberts 248 (6,1)   | Tyrese Rice 176 (4,4)        | Yotam Halperin 51 (1,2)     | Jared Homan 38 (1,0)       |
| Basketball-Bundesliga 2011/12 | Chevon Troutman 472 (13,5) | Chevon Troutman 245 (7,0)    | Steffen Hamann 174 (4,5)     | Je’Kel Foster 37 (1,2)      | Jared Homan 45 (1,5)       |

#### International
| Saison             | Punkte                      | Rebounds                     | Assists                      | Steals                                  | Blocks                     |
| ------------------ | --------------------------- | ---------------------------- | ---------------------------- | --------------------------------------- | -------------------------- |
| EuroLeague 2024/25 | Carsen Edwards 713 (20,4)   | Johannes Voigtmann 178 (4,9) | Nick Weiler-Babb / 168 (4,9) | Nick Weiler-Babb / 52 (1,5)             | Danko Branković 13 (0,5)   |
| EuroLeague 2023/24 | Carsen Edwards 390 (11,5)   | Serge Ibaka 191 (6,8)        | Sylvain Francisco 105 (3,2)  | Leandro Bolmaro 31 (1,0)                | Serge Ibaka 35 (1,2)       |
| EuroLeague 2022/23 | Cassius Winston 320 (11,0)  | Freddie Gillespie 204 (6,0)  | Cassius Winston 98 (3,4)     | Corey Walden 26 (0,9)                   | Freddie Gillespie 33 (1,0) |
| EuroLeague 2021/22 | Vladimir Lučić 387 (12,1)   | Augustine Rubit 177 (4,9)    | Nick Weiler-Babb / 83 (2,9)  | Nick Weiler-Babb / 32 (1,1)             | Othello Hunter 16 (0,5)    |
| EuroLeague 2020/21 | Wade Baldwin IV 595 (15,3)  | Jalen Reynolds 226 (5,8)     | Wade Baldwin IV 157 (4,0)    | Jalen Reynolds 44 (1,1)                 | Jalen Reynolds 21 (0,5)    |
| EuroLeague 2019/20 | Greg Monroe 361 (12,9)      | Greg Monroe 189 (6,8)        | Maodo Lô 93 (3,3)            | Greg Monroe 37 (1,3)                    | Greg Monroe 16 (0,6)       |
| EuroLeague 2018/19 | Derrick Williams 388 (13,4) | Derrick Williams 121 (4,2)   | Stefan Jović 105 (4,6)       | Vladimir Lučić 32 (1,1)                 | Derrick Williams 14 (0,5)  |
| EuroCup 2017/18    | Devin Booker 285 (13,6)     | Devin Booker 111 (5,3)       | Stefan Jović 84 (5,6)        | Braydon Hobbs / Reggie Redding 22 (1,0) | Danilo Barthel 11 (0,5)    |

## Spielstätten

### Olympia-Eisstadion

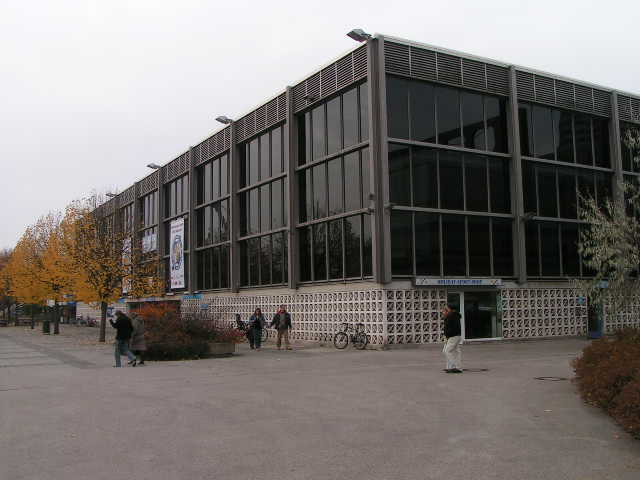
Olympia-Eisstadion, Spielstätte 2010/11

Die Basketballabteilung des FC Bayern München trug ihre Heimspiele bis 2010 nahe dem Vereinsgelände aus, in der Städtischen Sporthalle an der Säbener Straße. Nach dem Aufstieg der Herrenmannschaft in die ProA-Liga entsprach deren Fassungsvermögen jedoch nicht mehr den Lizenzierungvorgaben der AG 2. Basketball-Bundesliga der Herren e. V. und es musste eine neue Heimstätte gesucht werden. In den Verhandlungen mit der Stadt München strebte der Verein zunächst einen Umzug in die Rudi-Sedlmayer-Halle, die Austragungsstätte der Basketball-Wettkämpfe bei den Olympischen Sommerspielen 1972, an. Diese Pläne ließen aufgrund der dafür notwendigen Renovierungs- bzw. Umbaumaßnahmen jedoch vorerst nicht umsetzen. Stattdessen bezog man kurzerhand das Olympia-Eisstadion, in dem seit 2002 das Eishockeyteam des EHC München beheimatet ist. Wegen der Doppelbelegung musste die Sportstätte an den einzelnen Spieltagen jeweils zu einer Basketballhalle mit einem Fassungsvermögen von rund 4.000 Plätzen umgerüstet werden. Die Kosten hierfür trug zu großen Teilen der Verein. Für die Austragung des Spitzenspiels der Saison 2010/11 gegen die s.Oliver Baskets Würzburg im Februar 2011 vereinbarte man eigens mit der Münchner Olympiapark GmbH die Nutzung der rund 12.500 Zuschauer fassenden Olympiahalle.

### BMW Park

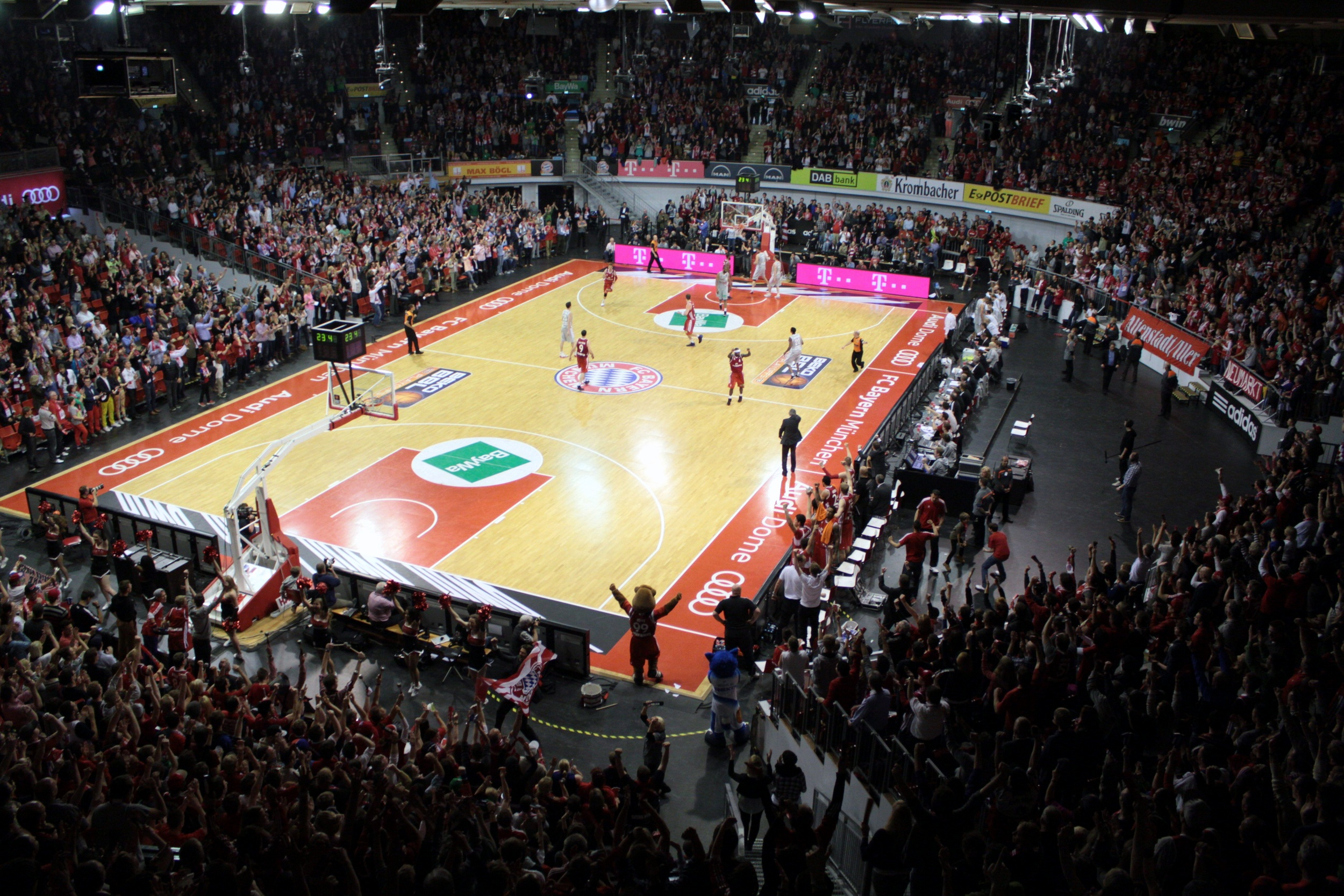
BMW Park, Spielstätte seit 2011/12

Im Zuge des erneuten Aufstiegs 2011 rückte die Spielstättenproblematik wieder auf die Tagesordnung, da man in der Bundesliga mit erhöhten Zuschauerzahlen rechnete. Die zunächst vom Verein favorisierte dauerhafte Nutzung der Olympiahalle konnte aufgrund ihrer regelmäßigen Belegung mit anderen Veranstaltungen an den Spielwochenenden nicht realisiert werden. Daher verhandelte man mit der Stadt München abermals über einen Umzug in die Rudi-Sedlmayer-Halle. Gegenstand der neuerlichen Gespräche war zudem eine mögliche Sanierung im Wert von mindestens 1,5 Millionen Euro sowie eine Übertragung der Namensrechte an den Gesamtverein zu deren Refinanzierung. Nach dem positiven Ausgang der Verhandlungen unterzeichnete der Verein im Mai 2011 einen entsprechenden Mietvertrag, so dass die Rudi-Sedlmayer-Halle nach Fertigstellung der Umbaumaßnahmen im September 2011 den Bayern-Basketballern als neue Heimstätte dient. Nachdem der Autohersteller Audi im Juli 2011 Namenssponsor der Halle wurde, wurde sie in Audi Dome umbenannt. Das Fassungsvermögen der 1972 erbauten Halle beträgt bei Basketballspielen zurzeit 6.500 Zuschauer. Am 7. Juli 2023 gab der FC Bayern Basketball und der Automobilhersteller BMW München bekannt, dass die Halle zukünftig „BMW Park“ heißen wird.

### SAP Garden

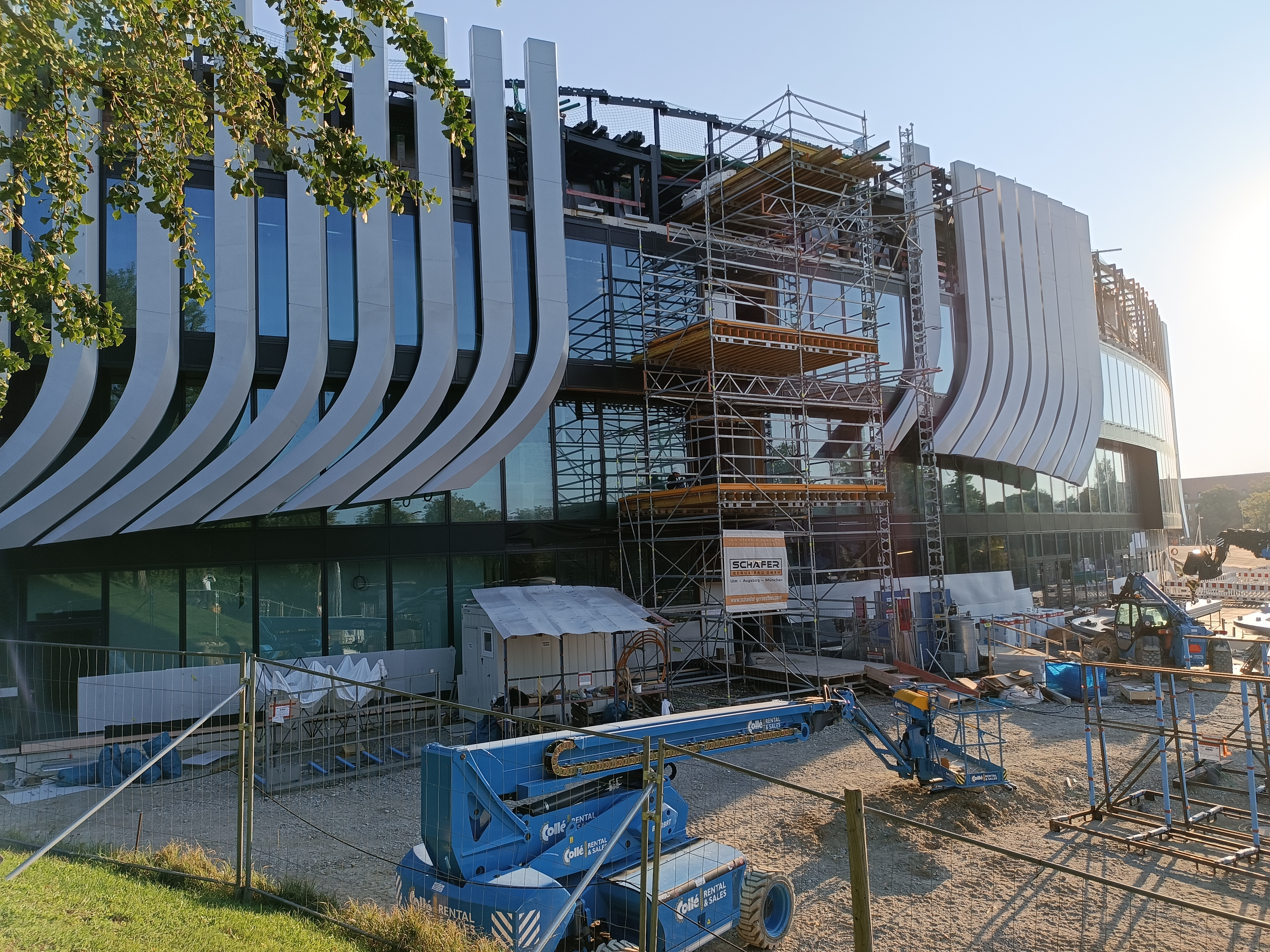
Die Baustelle des SAP Garden im September 2023

Ab Anfang Oktober 2024 wird der im Bau befindliche SAP Garden im Olympiapark die neue Spielstätte des FC Bayern sein. Die Arena wird von der Red Bull GmbH finanziert und soll rund 150 Millionen Euro kosten. Neben dem Eishockeyclub EHC Red Bull München wird der FCBB als Dauermieter (Vertrag über 15 Jahre) die Mehrzweckhalle mit bis zu 11.500 Plätzen nutzen. Am 3. Oktober 2024 wird der FC Bayern München seine erste Partie, eine Begegnung der EuroLeague, in der neuen Spielstätte austragen. Der Gegner wird der Finalist der letzten EuroLeague-Saison, Real Madrid, sein. Zunächst war die Premiere der Basketballer für den 29. September geplant, aber es gab Planänderungen.

## Jugend
1973 und 1974 gewann die weibliche U20 des FC Bayern jeweils den deutschen Meistertitel.
2014 holte der FCB-Nachwuchs den Titel im männlichen DBB-U18-Pokal. 2015, 2016 und 2017 gewannen die Münchener Knabenmannschaften dreimal in Folge die deutsche U14-Meisterschaft.
In der U19-Bundesliga NBBL wurde der FC Bayern 2015, 2017 und 2019 und in der U16-Bundesliga JBBL 2019 deutscher Meister.

## Maskottchen
Das Maskottchen des FC Bayern München Basketball heißt Ben. Ben ist neben Berni (Fußball Männer) und Mia (Fußball Frauen) das bekannteste Maskottchen des FC Bayern München.

## Medien
Seit der Saison 2023/24 überträgt der Sender Dyn alle Spiele der Basketball-Bundesliga und des BBL-Pokals und damit auch der Spiele des FC Bayern München in diesen Wettbewerben.